# Міжнародний аеропорт Пеорія
Міжнародний аеропорт Пеорія (IATA: PIA, ICAO: KPIA, FAA ідент. місц.: PIA) — цивільний та військовий державний міжнародний аеропорт у п’яти милях на захід від Пеорії, в окрузі Пеорія (штат Іллінойс, США). Аеропорт знаходиться на північно-західній околиці Бартонвілла, поблизу Бельвю. Він належить Управлінню аеропорту Пеорії. Раніше це був регіональний аеропорт Greater Peoria.